# 玉田真也
玉田 真也（たまだ しんや、1986年 - ）は、日本の劇作家、脚本家、演出家、映画監督、俳優である。石川県金沢市出身。レトル所属。劇団「玉田企画」主宰。同劇団のほぼ全公演の作・演出を務める。
慶應義塾大学卒。

## 経歴・人物
地元の高校卒業後、音楽専門学校に行くつもりだったがかなわずフリーターをしていたときに、大学に進学した同級生が楽しそうにしているのを見て1年間勉強をして進学。
慶応大学2年生の時、テニスサークル仲間より誘われ、演劇サークル「創像工房 in front of.」に参加。数々の作品に関わることで演劇に目覚め、大学卒業後も活動を続けようと平田オリザの「青年団」の試験を受け合格。2011年に演出部に入団した。平田オリザや五反田団の演出助手をつとめ、2012年に青年団にリンクする形で自身の劇団「玉田企画」を旗揚げ、すべての作品で作・演出を担当する。以降テレビや映画の脚本など映像分野にも進出。また、ラブレターズの塚本直毅、ハイパーポテンシャルズのポテンシャル聡、ゾフィーの上田 航平とユニット「弱い人たち」を組むなど、コメディ方面への造詣も深い。「創像工房 in front of.」時代の仲間には後にテレビ朝日プロデューサーとなる貴島彩理がおり、『女子高生の無駄づかい』にて一緒に仕事をしている。
2019年に映画監督デビュー。
2020年、テレビドラマ『JOKER×FACE』（フジテレビ）の脚本で第8回市川森一脚本賞受賞。

## 作品

### 舞台

#### 創像工房 in front of.
- 「諸君」（2008年10月） - 作・演出
- 「セブン」（2009年5月） - 作・演出

#### 玉田企画
※特記のないものはすべて作・演出：玉田真也
- 果てまでの旅（2012年2月 / 2015年9月）※兼出演[9]
- 夢の星（2012年10月）※兼出演[9]
- ご飯の時間（2013年3月）※兼出演[9]
- 臆病な町（2013年8月-9月）※兼出演[9]
- 少年期の脳みそ（2014年6月 / 2017年3月）※兼出演[9]
- 宇宙のこども（2014年11月）[9]
- ふつうのひとびと（2015年4月）[9]
- 怪童がゆく （2016年1月）※兼出演[9]
- あの日々の話（2016年7月 / 2018年1月）※兼出演[9]
- 今が、オールタイムベスト（2017年6月-7月 / 2020年3月）※兼出演[9]
- バカンス（2018年7月）※兼出演[9]
- かえるバード（2019年4月）※兼出演[9]
- 街の下で（2019年10月-11月）※作・演出：今泉力哉・玉田真也、今泉力哉と玉田企画名義[9]
- サマー（2021年5月）※兼出演[9]
- 夏の砂の上（2022年1月）※作：松田正隆、演出：玉田真也[9]
- 영（ヨン）（2022年9月 - 10月）※兼出演[10]
- 変心、披露宴（2022年11月）※玉田企画とゆうめいの「おたのしみセット」公演[11]
- 地図にない（2025年3月 - 4月）※兼出演[12]

#### 弱い人たち
- 弱い人たち コント公演「強くなりたい」（2015年 / 2016年）- 作・演出・出演
- 弱い人たち会議中vol.1 「弱い人たち×犬の心」（2016年5月）
- 弱い人たち 第2回コント公演「もっと強くなりたい」（2016年12月）- 作・演出・出演
- 弱い人たち 第3回コント公演「しあわせになりたい」（2017年11月）- 企画・脚本・演出
- 弱い人たち 第4回コント公演「ドント・ストップ・ミュージック」（2018年11月）- 企画・脚本・演出

#### 外部公演
- 渋谷コントセンター月例公演『テアトロコントvol.2』玉田企画で参加。（2015年10月）- 作・演出・出演
- 渋谷コントセンター月例公演『テアトロコントvol.5』玉田企画「変心」（2016年2月）- 作・演出・出演
- 渋谷コントセンター『テアトロコントvol.20』玉田企画「反抗期」（2017年7月）- 作・演出・出演
- 渋谷コントセンター月例公演『テアトロコント vol.24』「古屋と奥田」（2017年12月）- 作・演出
- 映画美学校アクターズ・コース 2017年度公演「S高原から」（2018年2月-3月） - 演出（作：平田オリザ）[13]
- ENBUゼミナール「少年期の脳みそ」（2020年2月）- 作・演出[14]
- 渋谷コントセンター『テアトロコントspecial』コントライブ「夜衝」（2021年7月-8月）- 企画・出演
- テアトロコント special / コントライブ「夜衝2」（2023年2月）- 企画・出演[15]
- 天才バカボンのパパなのだ（2024年2月-3月）- 演出（脚本：別役実）[16]

### 映画
- シェアハウス（2017年2月15日、ポニーキャニオン）- ショートムービー[17] - 脚本・出演
- ジャンクション29「ツチノコの夜」（2019年2月22日、スターキャット）- 脚本（ウエダアツシとの連名）
- あの日々の話（2019年4月27日、SPOTTED PRODUCTIONS）- 監督・脚本・出演[18]
- 僕の好きな女の子（2019年4月21日公開）- 監督・脚本[19][20]※第11回島ぜんぶでおーきな祭 沖縄国際映画祭 上映作品
- そばかす（2022年12月16日、ラビットハウス）- 監督[21]
- 夏の砂の上（2025年7月4日、アスミック・エース） - 脚本・監督[22]

### テレビ
- 仕返さナイト2（2015年2月21日、テレビ朝日）- 構成[2]
- ロボカトー中島と花沢さん！（2017年12月28日、NHK総合）- 作 / 出演（花沢亮 役）[23]
- JOKER×FACE（2019年1月15日 - 3月19日、FOD・フジテレビ）- 脚本[7]
- 猪又進と8人の喪女〜私の初めてもらってください〜 第1話・第2話（2019年10月25日・11月1日、関西テレビ・BSフジ）- 脚本[24]
- 女子高生の無駄づかい 第6話（2020年2月28日、テレビ朝日）- 脚本[23]
- 伝説のお母さん 第1話 - 第3話・第6話・最終話（2020年2月1日 - 3月21日、NHK総合）- 脚本[25]
- ドラマ24 特別編 40万キロかなたの恋（2020年7月25日 - 8月15日、テレビ東京）- 脚本[26]
- 竹内涼真の撮休 第4話（2020年11月28日、WOWOWプライム）- 脚本[23]
- アノニマス〜警視庁“指殺人”対策室〜 第3話・第5話（2021年2月8日・22日、テレビ東京）- 脚本[23]
- 青野くんに触りたいから死にたい（2022年3月18日 - 5月20日、WOWOWプライム）- 脚本[27]
- 純愛ディソナンス 第1話・第4話（2022年7月14日・8月4日、フジテレビ）- 脚本[28]
- かしましめし（2023年4月10日 - 5月29日、テレビ東京）- 脚本
- スイートモラトリアム（2023年5月23日 - 7月19日、TBS）- 脚本・監督[29]
- 厨房のありす（2024年1月21日 - 3月24日、日本テレビ）- 脚本[30]

### 配信
- 下北沢ダイハード～人生最悪の一日～ エピソード0（2017年7月、テレビ東京YouTube公式チャンネル、ひかりTV、GYAO!）- 脚本[31]
- BAR諸行無常（2020年5月16日 - ）- 構成[32]
- 時をかけるバンド 第1話 - 第3話（2020年8月19日 - 9月2日、FOD・フジテレビ）- 脚本（下田悠子との共同脚本）[33]
- THE LIMIT 第1話・第2話・第4話（2021年3月5日・12日・26日、Hulu）- 脚本[34]

## 出演

### 舞台
※玉田企画での出演作は前掲参照

#### 創像工房 in front of.
- 「アニマ」（2007年10月）
- 「魔界ロッジ」（2008年5月）
- 「雨のアムステルダム」（2008年12月）
- 「生涯のコントオムニバス」（2009年9月）
- 「さいごは、からだばくはつ」（2010年3月）

#### 外部公演
- Rising Tiptoe#06「時計は生きている」（2009年12月）[35]
- 水素74%「謎の球体X」（2011年9月）
- 水素74%「荒野の家」（2014年2月）
- 水素74%「わたし〜抱きしめてあげたい」（2015年6月-7月）[36]
- 第26回下北沢演劇祭参加　スイッチ総研「下北沢演劇祭スイッチ」（2016年2月）[37]
- 東葛スポーツ「カニ工船」（2018年9月）[38]
- 五反田団「偉大なる生活の冒険」（2019年7月-8月）- 田辺 役[39]
- 東葛スポーツ「71年生まれ、光浦靖子」（2019年12月）[40]
- 東葛スポーツ「東京オリンピック」（2020年7月）※COVID-19感染状況ならびに予防対策のため全公演中止[41]

### 映画
- 獣道（2017年7月15日、サードウィンドウフィルムズ）[42]
- 緑色音楽（2017年）- 高田 役[43]

### テレビドラマ
- 青天を衝け 第38回（2021年12月5日、NHK総合）- 宮崎 役